# Нуклеозидтрифосфат
Нуклеози́дтрифосфа́т (НТФ) — нуклеотид з трьома фосфатними групами. Найтиповіші природні нуклеозидтрифосфати включають аденозинтрифосфат (АТФ), гуанозинтрифосфат (ГТФ), цитидинтрифосфат (ЦТФ), тимідинтрифосфат (ТТФ) і уридинтрифосфат (УТФ). Ці терміни посилаються на нуклеозидтрифосфати, що містять рибозу. Нуклеозидтрифосфати, що містять дезоксирибозу, приймають приставку дезокси- в назві і д- в скороченнях: дезоксіаденозинтрифосфат (дАТФ), дезоксигуанозинтрифосфат (дГТФ), дезоксицитидинтрифосфат (дЦТФ), дезокситимідинтрифосфат (дТТФ) і дезоксиуридинтрифосфат (дУТФ). Крім них, в організмах також знайдені інші, менш рясні НТФ, наприклад проміжні ланки метаболізму нуклеотидів та «рідкісні» природні нуклеотиди. Існують також штучні нуклеозидтрифосфати.